# 低地 (小说)
低地（Niederungen）是德国作家赫塔·米勒于1982年出版的一部短篇小说集。当时在罗马尼亚，几乎所有作品都必须经审查删选后才能出版。《低地》也因批判现实而只能已删节版发表。该书是赫塔·米勒的处女作，有自传的成分。讲述了巴纳特施瓦本地区农村的艰苦生活，从一个儿童的视角反映了现实生活的残酷。全书共由15个短篇小说组成。